# باللي قشلاق (قشلاق أهر)
باللي قشلاق (بالفارسية: باللی‌قشلاق) هي منطقة سكنية تقع في إيران في قسم قشلاق الریفي. يقدر عدد سكانها بـ 453 نسمة .